# Casa de la Villa de Madrid
La Casa de la Villa de Madrid és una edificació situada en la Plaça de la Villa (adjacent al carrer Mayor a Madrid) que es va inaugurar l'any 1692. Va ser la seu de l'Ajuntament de Madrid des del segle xvii fins a l'any 2008, en què es va traslladar al Palau de Comunicacions de Madrid. En l'actualitat l'ús de la Casa de la Villa es limita a esdeveniments oficials, recepcions, etc. No obstant això, se'n preveu la reobertura el 2015, quan hauria de compartir l'ús com a museu municipal d'una banda i com a seu de l'Institut Municipal de Formació per un altre.

## Història
L'edifici actual s'aixeca sobre el solar de l'antic palau de Juan de Acuña (Dueñas 1543 - Madrid 29 de desembre de 1615), I marquès de Vallecerrato i fill natural del VI comte de Buendía. Personatge influent a la cort de Felip III, va ser president dels consells d'Hisenda, Índies i de Castella i, a Madrid, va ser nomenat administrador de l'Hospital d'Antón Martín.
Com que era en un lloc estratègic, l'encara príncep Felip, futur Felip IV, va assistir des d'aquest palau a l'entrada de la seva futura Isabel de Borbó i Médicis el 29 de novembre de 1615. Just un mes després, va morir el marquès que va ser enterrat en el convent de San Agustín de Dueñas, que era sota el seu patronatge.
Després de la seva defunció, el consell madrileny, que es reunia des d'antic a la davantera església de San Salvador (avui desapareguda), va adquirir l'immoble per a reunir-se, encara que el seu condicionament i reforma es retardarà i no serà inaugurada fins a 1692. Així, el 19 d'agost de 1619, el consell va celebrar la  primera sessió en la casa propietat de Juan de Acuña, president del Consell de Castella i, el 1629, Felip IV decideix concedir una llicència a l'Ajuntament per construir-hi la seu del consistori de la vila.
Es va construir segons el projecte de Gómez de Mora (1644): edificació sòbria, amb gran sòcol de granit i murs de maó, rematada per torres capitells apissarrades en les cantonades i sense gaire decoració a l'origen, excepte l'ornamentació amb frontons triangulars de pedra en les balconades del pis principal. Quan va morir el 1648, és succeït per José de Villareal, que va realitzar el 1653 els plans definitius, dels quals el pati interior és el protagonista.
Va sofrir una reforma que va liderar l'arquitecte municipal Juan de Villanueva el 1789 que hi va afegir la galeria de columnes que dona al carrer Major, aquesta reforma permetia als reis d'assistir-hi a la processó de Corpus Christi. L'any 1966 es substitueix  la coberta de teula plana per pissarra i es treu l'arrebossat i la façana torna al seu aspecte anterior de maó vist (maó de Talavera). Al començament del segle xx, l'arquitecte Luis Bellido construeix un passadís per unir l'edifici de la Casa de la Villa amb la Casa de Cisneros, que el consistori va comprar l'any 1906 per a ampliar les oficines.